# Benthoctopus
Benthoctopus és un gènere de pop que inclou unes 25 espècies conegudes. És el gènere de la subfamília dels batipolipodins que conté més espècies. Sembla que són presents a tot el món, i la majoria d'espècimens s'han trobat a fondàries d'entre 200 i 3.000 metres.

## Taxonomia

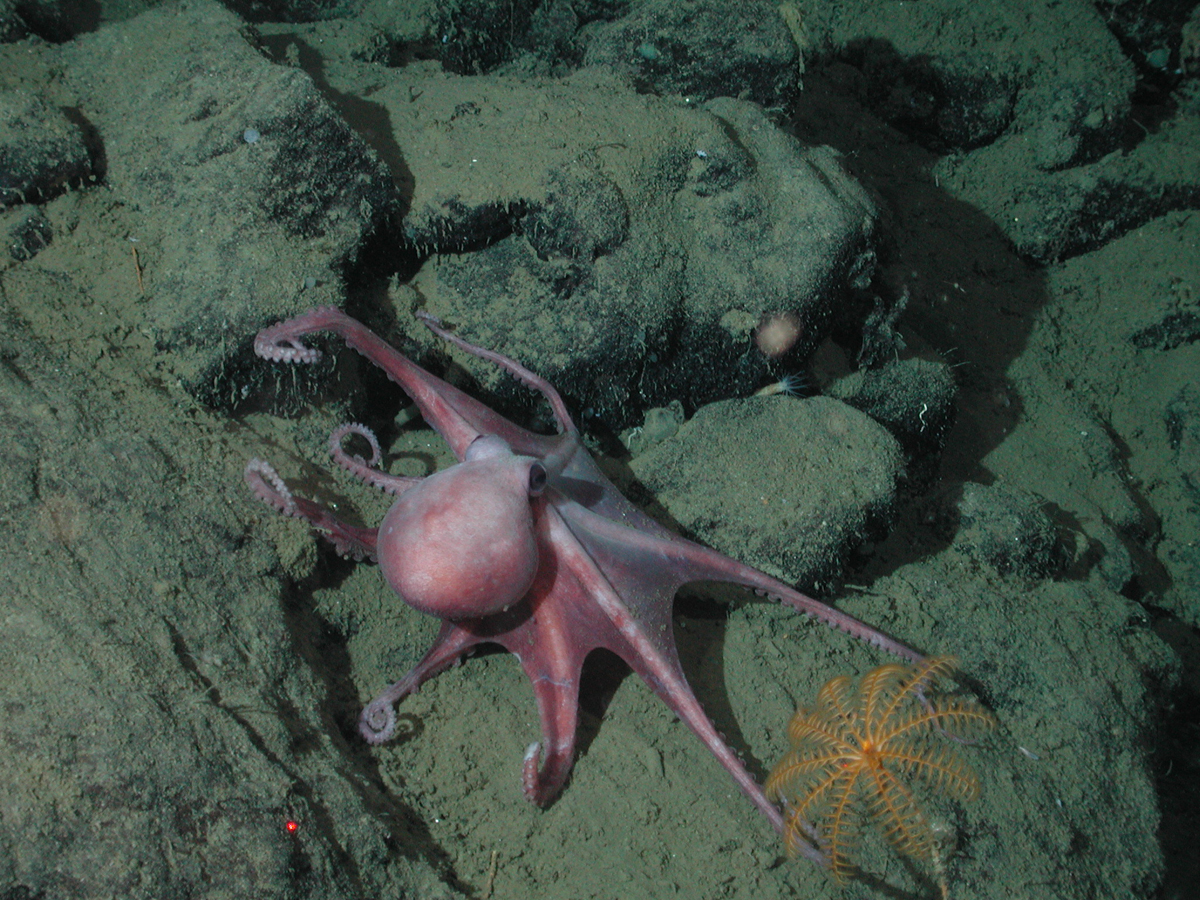
Espècie de Benthoctopus i una espècie de crinoïdeu sense identificar a la muntanya submarina Davidson, a 2.422 m de fondària.

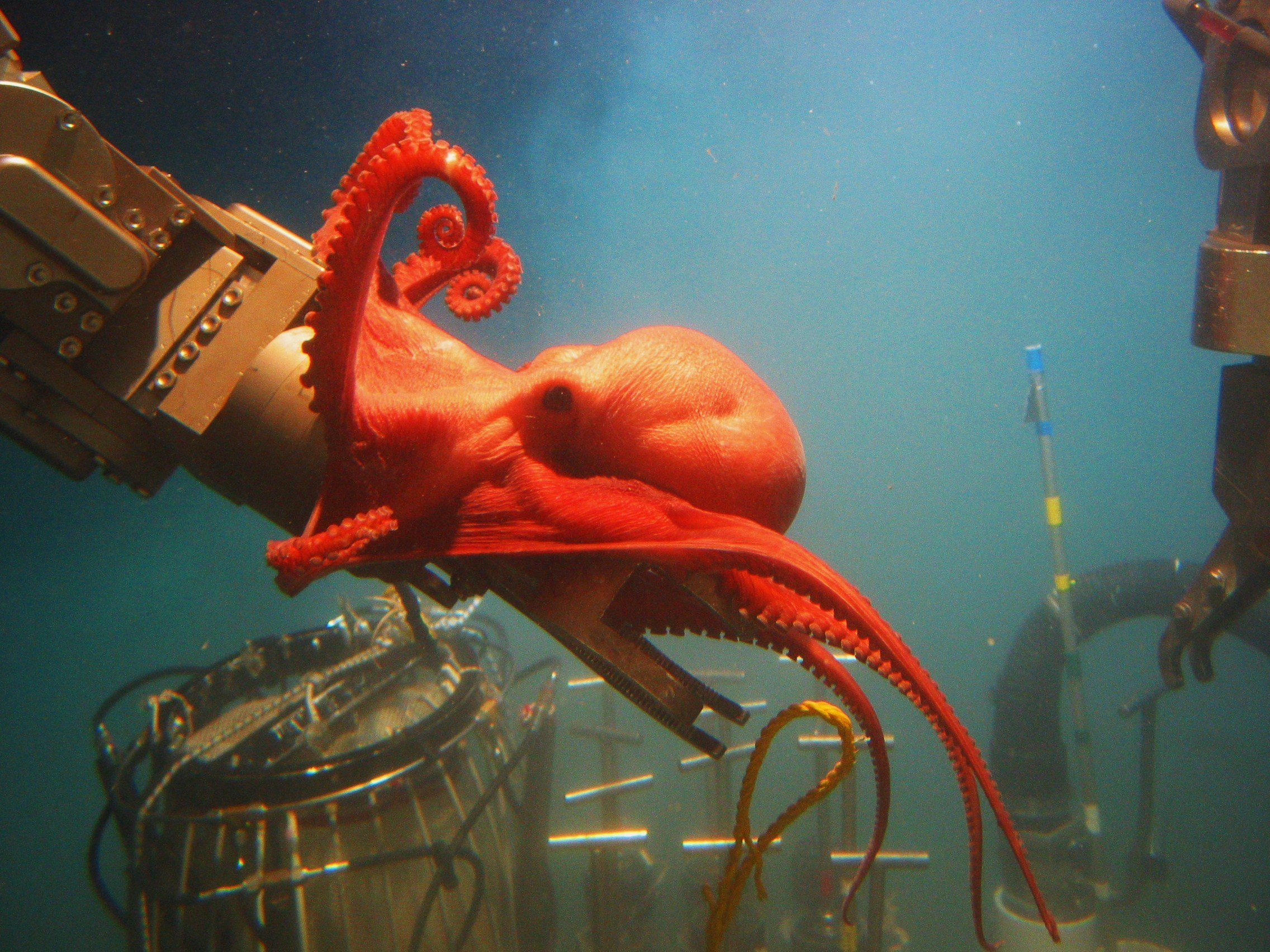
Benthoctopus sp. sobre el braç manipulador del DSV Alvin

Es descriuen noves espècies a una velocitat d'entre aproximadament 1 i 2 per any de mitjana.
- Benthoctopus abruptus
- Benthoctopus berry
- Benthoctopus canthylus
- Benthoctopus clyderoperi
- Benthoctopus ergasticus
- Benthoctopus eureka (= B. hyadesi; situat aquí provisionalment[1])
- Benthoctopus fuscus (nomen dubium[1])
- Benthoctopus hokkaidensis
- Benthoctopus januarii
- Benthoctopus karubar
- Benthoctopus leioderma
- Benthoctopus levis
- Benthoctopus longibrachus
- Benthoctopus lothei (nomen dubium)
- Benthoctopus macrophallus
- Benthoctopus magellanicus (nomen dubium; situat aquí de forma provisional[1])
- Benthoctopus oregonae
- Benthoctopus oregonensis
- Benthoctopus piscatorum
- Benthoctopus profundorum
- Benthoctopus pseudonymus (nomen dubium[1])
- Benthoctopus rigbyae[2]
- Benthoctopus robustus
- Benthoctopus sibiricus
- Benthoctopus tangaroa
- Benthoctopus tegginmathae
- Benthoctopus thielei
- Benthoctopus yaquinae
- Benthoctopus sp. A "Villarroel et al. 2001"[1]
- Benthoctopus sp. B "Villarroel et al. 2001"[1]
- Benthoctopus cf. januarii "Nesis 1973" (podria ser B. januarii o B. longibrachus)[1]